# 圣彼得堡国立大学
圣彼得堡国立大学（羅馬化：Sankt-Peterburgskiy gosudarstvennyy universitet）位于俄罗斯圣彼得堡，该校在1924年至1948年以及1989年至1991年间称为列宁格勒国立大学，1948年至1989年间称为安·亚·日丹诺夫列宁格勒国立大学。

## 历史

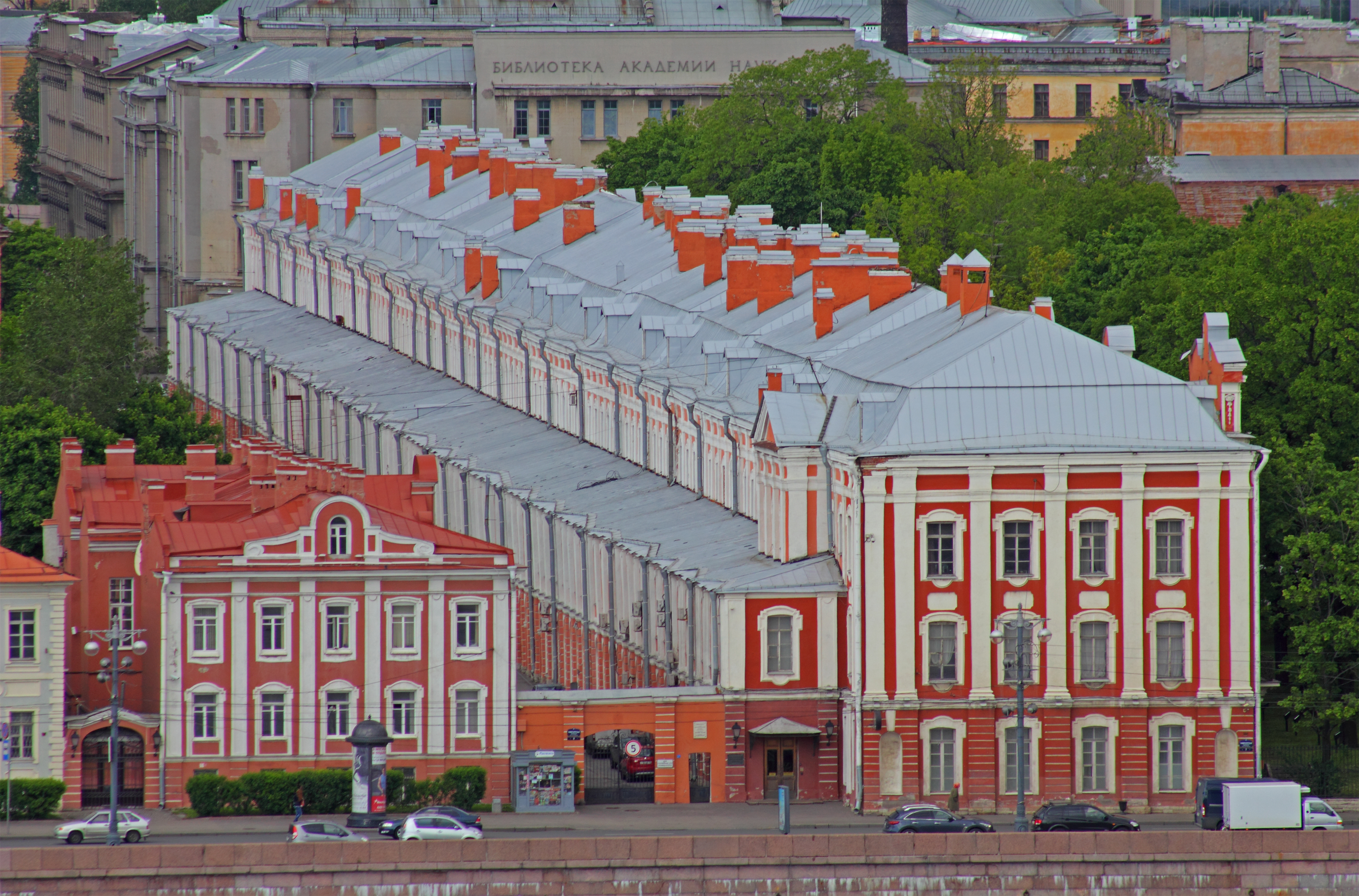

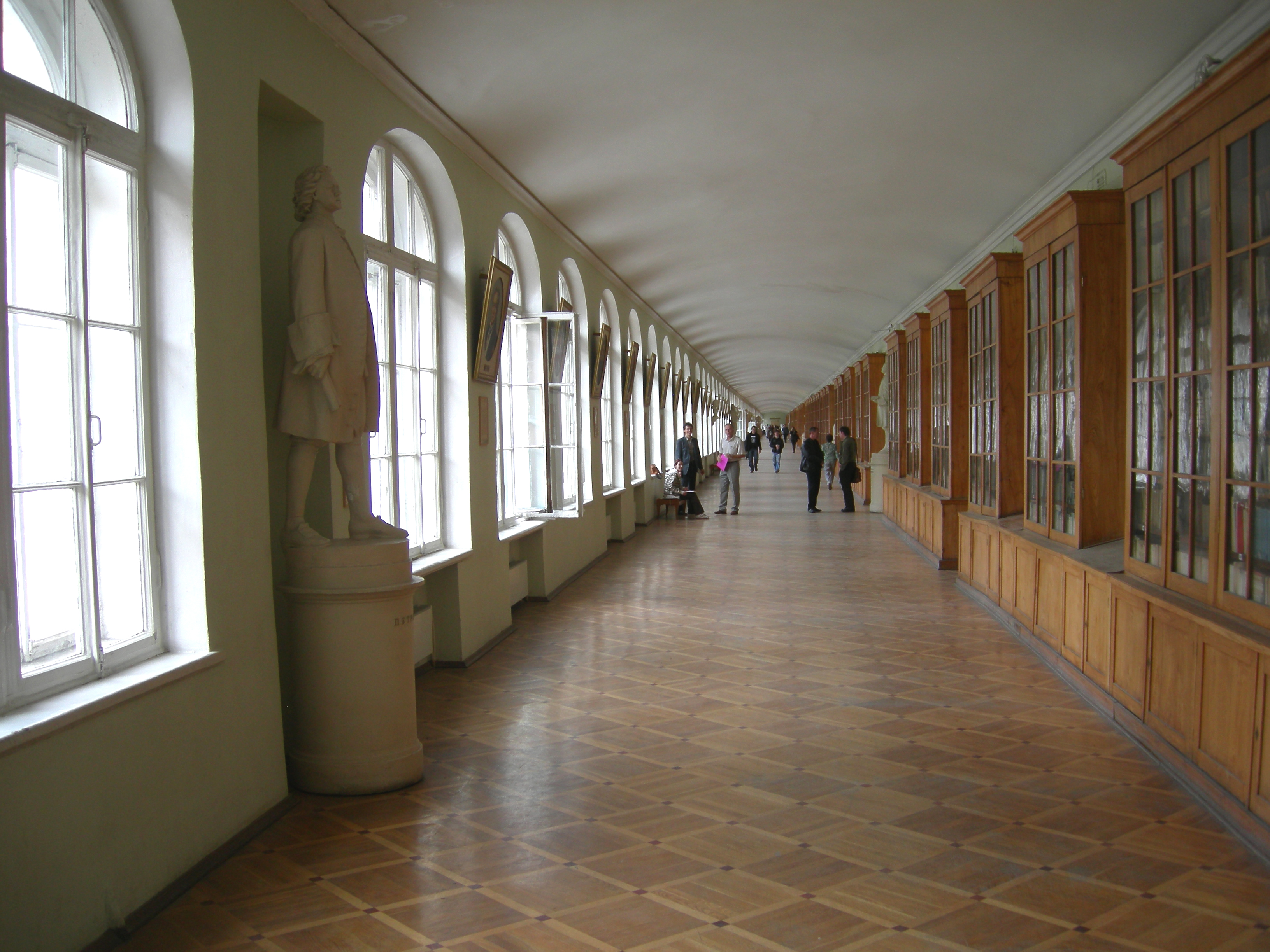

它有四万名教职员工與學生，有12个科学研究学院和19个系，总计培养了各类专家165000余人。该校还设有许多著名的博物馆、图书馆、档案馆等文化设施，其中以门捷列夫博物馆及学术档案馆、高尔基图书馆和地质系矿物教研室的矿物陈列馆的藏品最为丰富和富有价值。
该校创立初称圣彼得堡大学，1821年改称圣彼得堡帝国大学，1914年随城市名变更为彼得格勒帝国大学，1917年改称彼得格勒大学。1921年改称彼得格勒国立大学。1924年改称列宁格勒国立大学。1948年以安·亚·日丹诺夫命名。1991年2月前苏联解体后该名为圣彼得堡国立大学，沿用至今。

## 教學單位

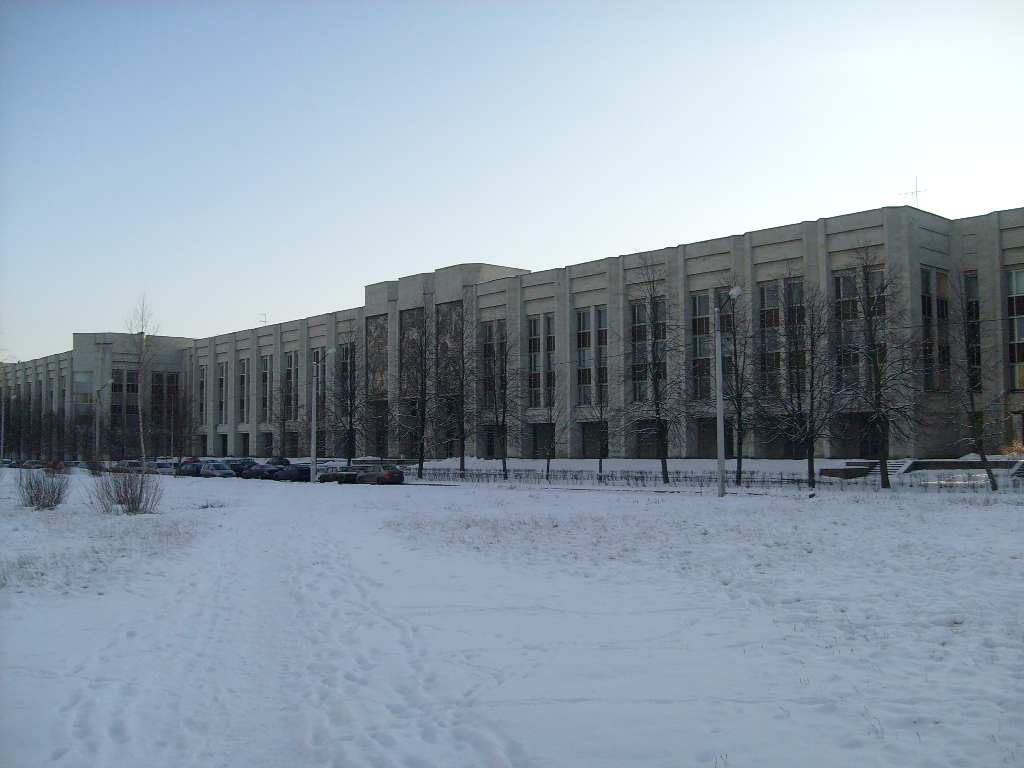
數學・力學學院

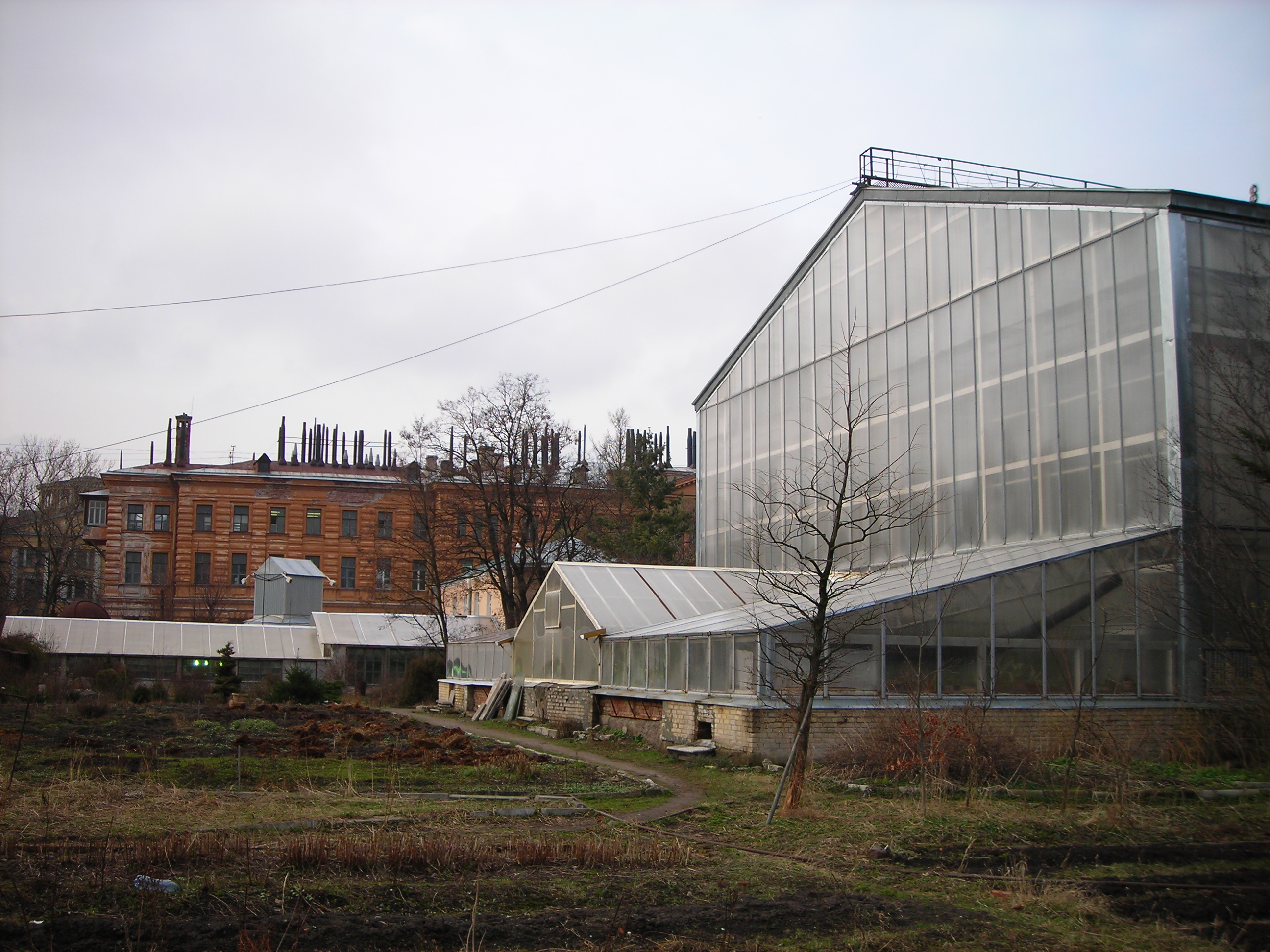
大學植物園

- 自然科學部 
  - 應用數學与过程控制院
  - 生物・土壤學院
  - 化學院
  - 地球科学學院
  - 數學・力學學院
  - 醫學院
  - 物理學院
- 人文學部
  - 經濟學院
  - 史學院
  - 國際關係學院
  - 新聞學院
  - 法學院
  - 企管學院
  - 东方学院
  - 語言學院
  - 俄羅斯文學院
  - 哲學院
  - 心理學院
  - 社會學院
  - 體育學院

## 知名人物

### 曾任教於此的學者

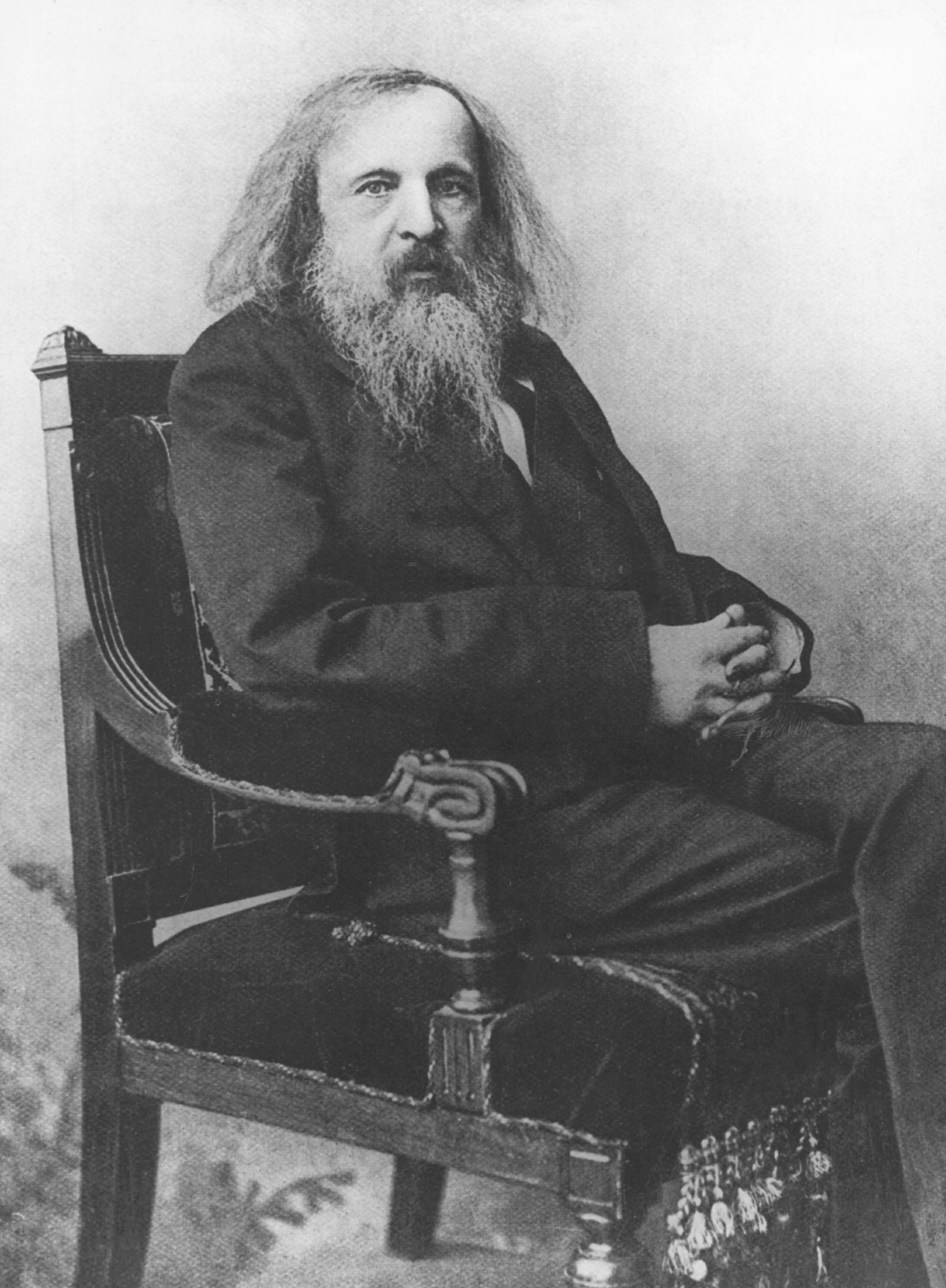
德米特里·門得列夫

- 萊昂哈德·歐拉
- 尼古萊·果戈理
- 切比雪夫
- 巴甫洛夫
- 伊利亞·梅契尼可夫
- 德米特里·伊萬諾維奇·門捷列夫
- 納森·羅森

### 知名校友
- 克伦斯基
- 马尔可夫
- 屠格涅夫
- 普京
- 列寧
- 佩雷爾曼
- 契切林
- 喬治·伽莫夫
- 梅德韋傑夫
- 車爾尼雪夫斯基
- 尤里·馬爾托夫
- 華西里·列昂惕夫
- 雅可夫·澤爾多維奇
- 保羅 杜洛夫
- 李亚普诺夫
- 陶米恒（俄语：Томихин, Евгений Юрьевич）

## 历任校长
- 彼得·瓦西里耶维奇·佐洛图欣（1939年－1941年）
- 亚历山大·阿列克谢耶维奇·沃兹涅先斯基（1941年－1947年）
- 尼基塔·安德烈耶维奇·多姆宁（1948年－1950年）
- 阿列克谢·安东诺维奇·伊留申（1950年－1952年）
- 亚历山大·丹尼洛维奇·亚历山德罗夫（1952年－1964年）
- 基里尔·雅科夫列维奇·孔德拉季耶夫（1964年－1970年）
- 格列布·伊万诺维奇·马卡罗夫（1970年－1975年）
- 瓦连京·鲍里索维奇·阿列斯科夫斯基（1975年－1986年）
- 斯坦尼斯拉夫·梅尔库里耶夫（1986年－1993年）
- 柳德米拉·韦尔比茨卡娅（1994年－2008年）[1]
- 尼古拉·克罗帕切夫（2008年－）

## 外部連結
- 官方网站（俄文）